# Antoni Prevosti i Pelegrín
 (janvier 2012).
Antoni Prevosti i Pelegrín, né à Barcelone (Catalogne, Espagne) le 15 février 1919 et mort à Barcelone le 1er septembre 2011, est un scientifique espagnol considéré comme l’introducteur des études en génétique des populations et de l’évolution en Espagne[réf. nécessaire].

## Biographie
En 1942, il obtient une licence en sciences naturelles à l’université de Barcelone, et en 1948, finit le doctorat en sciences naturelles à l'université de Madrid. Pendant les années 1948-1949, il fait deux séjours en Italie, le premier avec le professeur Corrado Gini à Rome, pour améliorer ses connaissances en statistique, et le deuxième à l’institut « Marco de Marchi » d’hydrobiologie de Pallanza avec le professeur Adriano Buzzati-Traverso, où il apprend la taxonomie, les techniques pour cultiver les Drosophila, et les techniques d’extraction et de coloration des chromosomes polytènes.
Pendant l’année 1953 - 1954 il  travaille à l’ « Institute of Animal Genetics » à Édimbourg, où il commence ses études en Génétique évolutive sur les Drosophila. En 1955, il est invité au « Cold Spring Habor Symposia on Quantitative Biology » où il fait la connaissance de Theodosius Dobzhansky et de Sewall Wright, des personnes clés de la Théorie synthétique de l'évolution. En ce moment-là il a commencé ses études sur le polymorphisme d'inversions chez les Drosophila subobscura (en), et plus tard sur la colonisation du continent américain. On a récemment  démontré que la variation de la fréquence des inversions chromosomiques dans cette espèce est un bon marqueur génétique pour étudier les conséquences du changement global de la planète.[réf. nécessaire]
Il travaille à l’université de Barcelone comme professeur de biologie et d’anthropologie (1943-1951) et comme professeur de génétique (1955-1986). En 1963 il obtient la première chaire universitaire en génétique en Espagne, à l’université de Barcelone. Pendant les années 1942-1968, il devient professeur-chercheur au CSIC (Consejo Superior de Investigaciones científicas), puis, à partir de 1963 chercheur surnuméraire. Il devient le premier président de la « Sociedad Española de Genética » en 1973. Il est pendant de nombreuses années rédacteur et éditeur du journal Genética Ibérica, journal déterminant pour la diffusion des connaissances de la génétique dans les années 1950-70 en Espagne.
Membre surnuméraire de la « Reial Acadèmia de Ciències i Arts de Barcelona » depuis 1972, il obtient la Médaille Narcís Monturiol en 1989 et la Médaille d’or de la Ville de Barcelone en 1994.[réf. nécessaire]

## Publications
- Brncic, D., Prevosti, A., Budnik, M., Monclus, M. and J. Ocaña, Colonization of Drosophila subobscura in Chile I, First population and cytogenetic studies, Genetica no 56, 1981, p. 3-9.
- Prevosti, A., Ribo, G., Serra, L., Aguade, M., Balaña, J., Monclus M., and F. Mestres, Colonization of America by Drosophila subobscura : Experiment in natural populations that supports the adaptive role of chromosomal-inversion polymorphism., Proc Natl Acad Sci USA no 85, 1988, p. 5597–5600.
- Ayala, F.J., Serra, L. and A. Prevosti, A grand experiment in evolution : the Drosophila subobscura colonization of the Americas, Genome no 31, 1989, p. 246-255.

## Distinctions
- 1989 : Prix Narcís Monturiol pour le Mérite scientifique et technologique, attribué par la Generalitat de Catalogne.
- 1994 : Médaille d'or de la ville de Barcelone.